# 인지연
인지연(印志涓, 1973년 1월 14일 ~ )은 대한민국의 정치인이다.

## 주요 경력
인지연은 1973년 1월 14일에 경기도 인천시(현재의 인천광역시)에서 조선일보 이사장, 뉴데일리 회장을 역임한 언론인인 인보길의 딸로 태어났다. 이화여자대학교를 졸업하고 프리랜서 영어 번역가로 활동하던 도중에 2006년에 조선민주주의인민공화국의 요덕 정치범수용소를 소재로 한 뮤지컬 《요덕 스토리》를 감상하면서 북한 인권 운동에 투신하게 된다. 한동대학교 국제법률대학원에서 미국법학과 법학 석사 과정을 졸업하면서 미국에서 변호사 자격을 취득했고 GK전략연구원 북한인권센터 실장, 북한인권법 통과를 위한 모임 대표로 활동했다.
인지연은 2016년에 실시된 대한민국 제20대 국회의원 선거에서를 앞두고 있던 새누리당의 비례대표 후보 공천 과정에 참여했으나 탈락했다. 2016년 12월에 대한민국 국회가 박근혜 대통령 탄핵 소추안을 가결하면서 인지연은 몇몇 친박계 인사들과 함께 새누리당을 탈당했고 가칭 자유통일대한민국당을 창당하려는 계획을 세웠으나 끝내 무산되었다. 2017년 3월에는 전희경 자유한국당 국회의원의 이화여자대학교 석사 논문 표절 사실을 폭로했다.
인지연은 2017년 8월에 조원진을 비롯한 일부 친박계 인사들이 새누리당에서 탈당하고 창당한 친박계 보수주의 정당인 대한애국당에 입당하게 된다. 2017년 9월에는 대한애국당 정책위원회 부위원장으로 임명되었고 2017년 11월부터 2018년 7월까지 대한애국당 대변인을 역임했다.
인지연은 2018년 6월 13일에 실시된 제7회 전국동시지방선거에서 대한애국당 서울특별시장 후보로 출마하였으나 득표율 0.2%를 기록하여 9명의 후보자 가운데 8위를 기록하면서 낙선하였다. 2018년 7월에는 대한애국당 수석대변인으로 임명되었으며 2019년 6월에는 우리공화당 수석대변인, 정책위원회 부의장, 영등포을 조직위원장으로 임명되었다.
인지연은 2020년 2월 5일에 대한민국 제21대 국회의원 선거에서 우리공화당 서초구 갑 예비 후보로 등록했다. 2020년 3월 26일에는 우리공화당 비례대표 3번 후보(1번 최혜림, 2번 서청원, 3번 인지연, 4번 박태우, 5번 진순정, 6번 김본수, 7번 안현정, 8번 구상모, 9번 최옥락, 10번 정영진, 11번 위성숙, 12번 이명호, 13번 윤정순, 14번 조시철, 15번 유연숙)로 공천받았으나 우리공화당은 2020년 4월 15일에 실시된 대한민국 제21대 국회의원 선거에서 비례대표 득표율 0.74%를 기록하여 원내 입성에 실패했다. 2020년 7월 4일에는 우리공화당 최고위원으로 선출되었다.

## 학력
- 여의도여자고등학교 졸업
- 이화여자대학교 의류직물학과 학사
- 이화여자대학교 대학원 정치외교학과 정치학 석사
- 한동대학교 국제법률대학원 미국법학과 법학 석사

## 주요 이력
- 자유통일대한민국당 대표(2017년 1월 ~ 2017년 2월)
- 2017년 9월 : 대한애국당 정책위원회 부위원장
- 2017년 11월 1일 ~ 2019년 6월 : 대한애국당 정책위원회 위원장 직무대리
- 2017년 11월 ~ 2018년 7월 : 대한애국당 대변인
- 2018년 7월 ~ 2019년 6월 : 대한애국당 수석대변인
- 2019년 6월 ~ 2021년 6월 : 우리공화당 수석대변인
- 2019년 6월 ~ 2021년 6월 : 우리공화당 정책위원회 부의장
- 2019년 6월 ~ 2021년 6월 : 우리공화당 영등포을 조직위원장
- 2021년 12월 : 자유공정연합 대표
- 2022년 6월 ~ 2023년 9월 : 한반도 인권과 통일을 위한 변호사모임 홍보위원장
- 2022년 8월 ~ 2023년 1월 : 사단법인 북한인권 사무총장
- 2023년 3월 ~ 2025년 7월 : 주식회사 SR 비상임이사
- 2023년 5월 ~ 2025년 6월 : 북한인권 개선과 자유통일을 위한 모임 NANK 대표
- 2023년 8월 ~ 2025년 7월 : 북한인권민간단체협의회 운영위원
- 2023년 9월 ~ 2025년 7월 : 한국자유총연맹 자문위원
- 2025년 ~ : 국민의힘 입당
- 2025년 3월 ~ 2025년 7월 : 한국자유총연맹 북한인권 분과 위원장

## 역대 선거 결과
|  | 0.2% |

|  | 0.74% |